# Ярмерштедт, Густав Карлович
Густав Карлович Ярмерштедт (Ямерштет) (нем. Gustav Eduard von Jarmersted; 1792—1874) — генерал-лейтенант, начальник инженеров отдельного Кавказского корпуса.

## Биография
Родился 14 (25) января 1792 года и происходил из дворян Лифляндской губернии.
В 1806 году поступил на службу кондуктором в инженерный корпус, сначала в Рижскую, а затем в Херсонскую и Очаковскую инженерные команды. В 1809 году он был произведён в инженер-подпоручики. В 1810 году был командирован в Могилёв-на-Днепре, в распоряжение генерала Оппермана, на которого по Высочайшему повелению был возложен выбор пункта для сооружения крепости на западной границе, в тылу Полесья. С этой целью была произведена значительная инженерная рекогносцировка и топографические съёмки, на пространстве между Могилёвом, Рогачёвом и Бобруйском, в которых Ярмерштедт принимал весьма деятельное участие. Место для крепости было избрано у Бобруйска, причём одновременно с основанием её Ярмерштедт был причислен к вновь сформированной команде, где и оставался до начала 1812 года.
С началом войны Ярмерштедт был назначен в действующую армию и в составе корпуса графа Витгенштейна участвовал в Клястицком и Полоцком сражениях. Произведённый за отличие в сражениях в штабс-капитаны, он участвовал во время Заграничного похода 1813 года в Люценском, Бауценском, Дрезденском и Лейпцигском сражениях, а также произвёл рекогносцировку неприятельских укреплений у Эрфурта под огнём неприятеля. За оказанные отличия Ярмерштедт был награждён орденом Св. Владимира 4-й степени с бантом и золотой саблей с надписью «За храбрость».
В 1814 году он участвовал в Шато-Бриеннском сражении и успешно выполнил несколько поручений инженерного характера, по устройству переправ через Рейн, а после окончания войны был командирован в крепости Замостье и Модлин. За оказанные отличия в течение войны 1814 года был произведён в чин капитана и награждён орденом Св. Анны 2-й степени. В 1815 году Ярмерштедт состоял в рядах корпуса графа Ланжерона.
По возвращении в Санкт-Петербург он был назначен в Динабургскую инженерную команду, где и оставался на службе до 1819 года, когда вместе с производством в подполковники был назначен командиром Киевской инженерной команды, а два года спустя за особые отличия переведён в гвардейский сапёрный батальон.
В 1826 году Ярмерштедт был назначен командиром Динабургской инженерной команды, а в 1832 году — строителем Динабургской крепости, где и оставался до 1836 года. В течение десятилетнего периода времени он получал неоднократно Высочайшие награды и выражения благоволения за успешное ведение работ, а также за участие в 1831 году в военных действиях против польских мятежников; 25 декабря 1833 года за выслугу лет он был награждён орденом Св. Георгия 4-й степени (№ 4797 по списку Григоровича — Степанова).
В 1836 году был назначен командиром Западного инженерного округа и вскоре затем за отличие по службе был произведён в чин генерал-майора. В 1839 году он получил новое назначение — начальником инженеров отдельного Кавказского корпуса и управляющим Грузинским инженерным округом.
В 1841 году принял участие при взятии с боя аула Черкея. В конце того же года он был назначен состоять при инженерном департаменте для исполнения обязанностей инспектора инженерных работ. В этой должности он состоял до 1854 года, причём был награждён орденами Св. Станислава 1-й степени и Св. Анны 1-й степени и чином генерал-лейтенанта (в 1853 году).
В 1854 году был назначен временным комендантом Нарвской крепости, а в 1857 году — членом общего присутствия инженерного департамента по искусственной части, а затем членом Технического комитета Главного инженерного департамента. Состоя в этой должности, он был награждён императорской короной к ордену Св. Анны 1-й степени и орденом Св. Владимира 2-й степени (в 1863 году), а в 1864 году был зачислен по инженерному корпусу и в запасные войска.
Умер 10 (22) декабря 1874 года. Похоронен на Волковском лютеранском кладбище.

## Семья
Был женат на Шарлотте фон Брюммер (1802—1875)